# City Hunters
City Hunters é uma série de animação televisiva, criada por Gastón Gorali e Alberto Stagnaro para a FOX. Foi desenvolvida na Argentina pela empresa Catmandu Branded Entertainment e Encuadre. Estreou em 23 de outubro de 2006 para toda a América Latina.
A série, que consiste de 9 episódios de 11 minutos cada, foi patrocinada pela Axe, e parte de sua animação foi produzida na Coreia do Sul, misturando elementos da animação tradicional com CGI, baseados nos desenhos de Milo Manara.
A série conta as desventuras de Axel, um rapaz sem muita sorte ao se relacionar com mulheres, que acaba recebendo o treinamento do "playboy das antigas" Dr. Lynch para se tornar um sedutor de sucesso.
Não se deve confundir City Hunters com a série de anime dos anos 80, City Hunter.